# Multisportevenement
Een multisportevenement is een georganiseerd sportevenement dat bestaat uit veel verschillende sportwedstrijden tussen georganiseerde teams van atleten. Dergelijke evenementen vinden vaak verspreid over een periode van meerdere dagen plaats. De omvang verschilt van regionale evenementen tot internationale.
Het eerste moderne multisportevenement van internationale omvang was de Olympische Spelen. Nadien zijn er veel soortgelijke mulitsportevenementen opgericht, gemodelleerd naar de Olympische Spelen. Voorbeelden zijn:
- De Gemenebestspelen
- De Spelen van de Francophonie

Per continent
- De Europese Spelen
- De Aziatische Spelen
- De Afrikaanse Spelen
- De Pan-Amerikaanse Spelen
- De Zuid-Amerikaanse Spelen

Per regio
- De Middellandse Zeespelen
- De Spelen van de Kleine Staten van Europa
- De Pan-Arabische Spelen
- De Centraal-Amerikaanse en Caraïbische Spelen
- De Zuidoost-Aziatische Spelen
- De Pacifische Spelen
- De Spelen van het Verre Oosten (1913-1938)

Per doelgroep
- De Paralympische Spelen
- De Special Olympics
- De Invictus Games
- De EuroGames, Gay Games en World Outgames
- De Universiade